# Micheline Spoerri

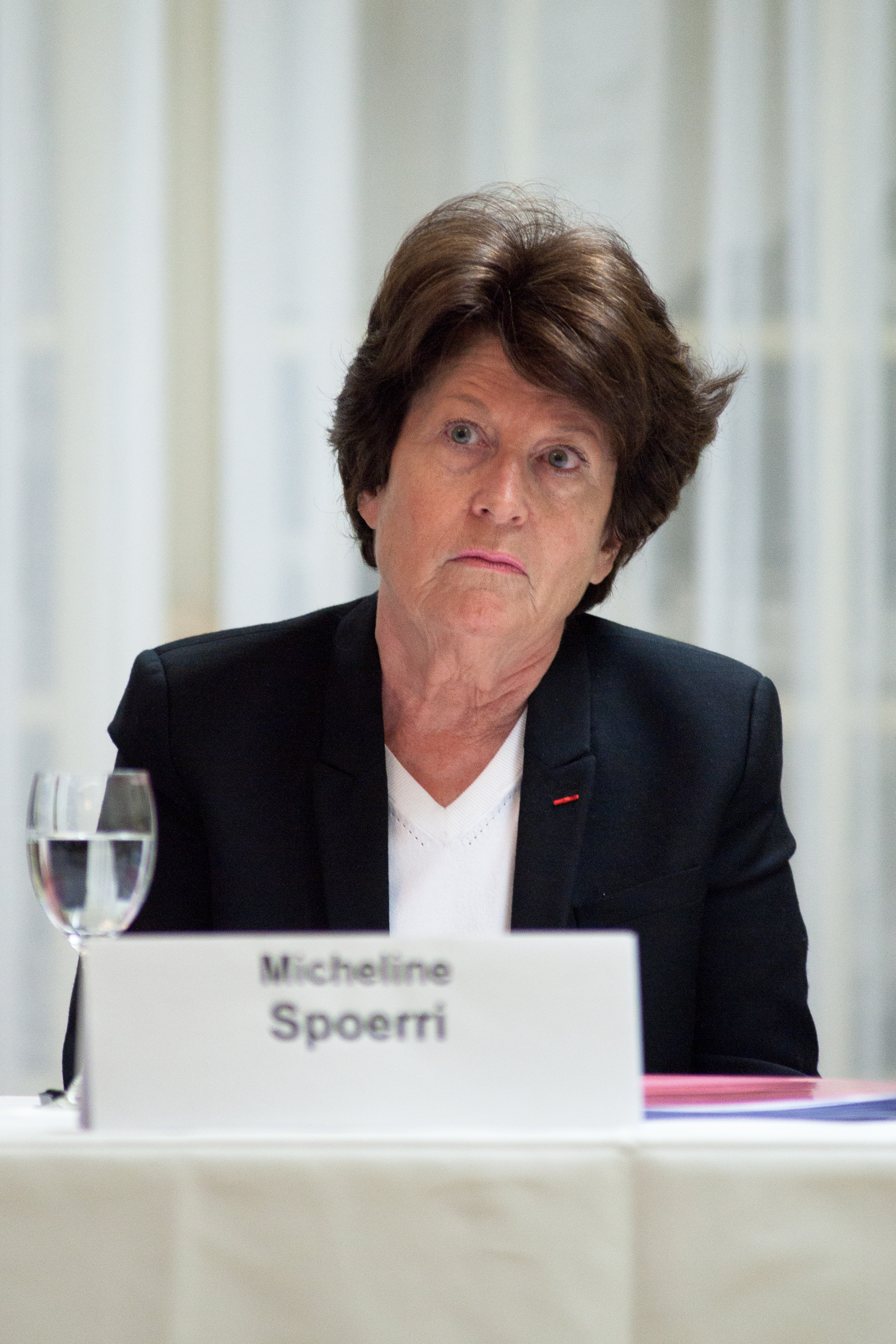
Micheline Spoerri (2012)

Micheline Spoerri (* 11. Januar 1946 in Algier) ist eine binationale französisch-schweizerische Politikerin (Liberale Partei der Schweiz).

## Werdegang
Micheline Spoerri musste im Alter von fünfzehn Jahren Algerien im Krieg verlassen und wurde von einer französischen Familie in Bergerac in der Nähe von Bordeaux aufgenommen. Ihr Vater ist Schweizer und ihre Mutter Französin.
Sie hat einen Abschluss in medizinischer Biologie und einen Doktortitel in analytischer Chemie.
Auf politischer Ebene wurde sie 1991 in das Parlament der Stadt Genf und 1993 in den Grossen Rat des Kantons Genf gewählt. Vom 11. November 2001 bis zum 5. Dezember 2005 war sie Mitglied des Staatsrates (Exekutive) und zuständig für das Justiz- und Polizeidepartement. 2005 verlor sie ihren Sitz an die erstarkenden Grünen.
Im Jahr 2012 kandidierte sie als unabhängige rechte («droite indépendante») Kandidatin für die Parlamentswahlen im sechsten Wahlkreis der ausserhalb Frankreichs ansässigen Franzosen, blieb aber erfolglos.

## Publikationen
- Un G8 pas comme les autres: Genève, juin 2003… Slatkine, Genf 2006, ISBN 2-8321-0243-3.
- Étude et mise au point des électrodes potentiométrique et ampérométrique pour la détermination du CO₂. Médecine et hygiène, 1988. Thèse chim. Genf 1988.